# Selenisa monogonia
Selenisa monogonia är en fjärilsart som beskrevs av George Francis Hampson 1926. Selenisa monogonia ingår i släktet Selenisa och familjen nattflyn. Inga underarter finns listade i Catalogue of Life.